# Nguyệt xỉ đuôi
Nguyệt xỉ đuôi hay còn gọi là tóc vệ nữ đuôi, cây đuôi chồn, (danh pháp khoa học: Adiantum caudatum) là một loài thực vật có mạch trong họ Adiantaceae. Loài này được L. miêu tả khoa học đầu tiên năm 1771.